# Borís Gélfand
Boris Abramovitch Guelfand (en ruso: Бори́с Абрамо́вич Ге́льфанд), nacido en Minsk, Bielorrusia, el 24 de junio de 1968, es un ajedrecista israelí, emigrado a Israel en 1998. Actualmente reside en la localidad de Rishon LeZion.
Gélfand fue hasta 1990 uno de los ajedrecistas con mayor proyección del mundo. Uno de los pocos en los que se pensaba que podía desafiar el dominio de Gari Kaspárov y Anatoli Kárpov.

## Inicios y Carrera hasta 2005
Ganó el Campeonato del Mundo Júnior y, un año después, el Campeonato de Europa de 1987 por delante de Vasili Ivanchuk. Empató en el primer puesto en el Mundial Juvenil de 1988 (con Joel Lautier); y también ganó el Torneo de Ámsterdam. En 1990 ganó el Torneo de Palma de Mallorca, que le clasificaba para luchar por el título mundial de la recién creada AGM (Asociación de Grandes Maestros). Quedó en la primera plaza del Interzonal de Manila de 1990, y ganó el derecho a participar en su primer encuentro de Candidatos, donde fue eliminado por un marcador de 5-3 (2 ganadas, 4 perdidas y 2 tablas) por Nigel Short, quien a la postre sería el ganador del Torneo de Candidatos. Sin embargo, a partir de ese momento sus resultados deportivos comenzaron a bajar. Eso no quiere decir que le abandonasen los triunfos.
Juega habitualmente el Torneo de Linares. Su mejor resultado en el torneo fue el segundo puesto de 1990, tras Kaspárov. En Linares 1991 no jugó bien. Uno de sus mejores torneos fue el torneo conmemorativo Alejin en Moscú 1992 de categoría XIV, frente, entre otros, de Kárpov.
Ganó dos interzonales seguidos: Manila 1990 y Biel 1993. En este último ciclo, en el primer encuentro se tomó la revancha ante el británico Michael Adams, quien le había derrotado en la final del Torneo de Tilburg en 1992; y en cuartos de final, ganó un tenso encuentro frente al ruso Vladímir Krámnik. Siguiendo el nuevo reglamento del ciclo de la FIDE, Gélfand se encontró en semifinales con el poseedor del título, Anatoli Kárpov. Era un encuentro esperado, pues nadie, excepto el británico Short, había ganado a Kárpov en un encuentro. El enfrentamiento tuvo lugar en la India (Shangi Nagar). Tras dos tablas, Gélfand ganó una partida. Pero Kárpov demostró que siempre era terrible en las confrontaciones cara a cara y ganó el encuentro con un marcador de 6-3 (4 ganadas, 1 perdida y 4 tablas).
En 1998, emigró a Israel, obteniendo la nacionalidad de aquel país.
En 2005, ganó junto con Andrei Volokitin el 38.ª Festival Internacional de Ajedrez en Biel, Suiza, del 17 al 27 de julio. Participaron 6 ajedrecistas a liga, doble ronda. Siendo 3.º Yannick Pelletier, 4.º Hikaru Nakamura, 5.ºChristian Bauer y 6.ºCarlsen.

## Campeonato Mundial de Ajedrez en la Ciudad de México
En septiembre del 2007 participó del Campeonato Mundial de Ajedrez en la Ciudad de México, obteniendo el segundo puesto en conjunto con el campeón anterior Vladímir Krámnik, siendo ambos superados por Viswanathan Anand.

## Copa del Mundo de la FIDE 2009
En 2009 se corona campeón de la Copa del Mundo de la FIDE venciendo en una infartante partida final a Ruslán Ponomariov (Ucrania).

## Torneo de Candidatos en Kazán
En 2011, ganó en Kazán el Torneo de Candidatos para disputarle el título de campeón mundial al indio Viswanathan Anand. Esa partida se realizó en Moscú en mayo de 2012, donde Anand retuvo su título de Campeón Mundial de Ajedrez.

## Obras
- My Most Memorable Games. -- Edition Olms, 2005.
- Positional Decision Making in Chess. -- Quality Chess, 2015. (Publicado en español: La toma de decisiones en el ajedrez posicional. -- Editorial Chessy, 2017).
- Dynamic Decision Making in Chess. -- Quality Chess, 2017. (Publicado en español: La toma de decisiones técnicas en ajedrez. -- Editorial Chessy, 2020).